# Mazda2

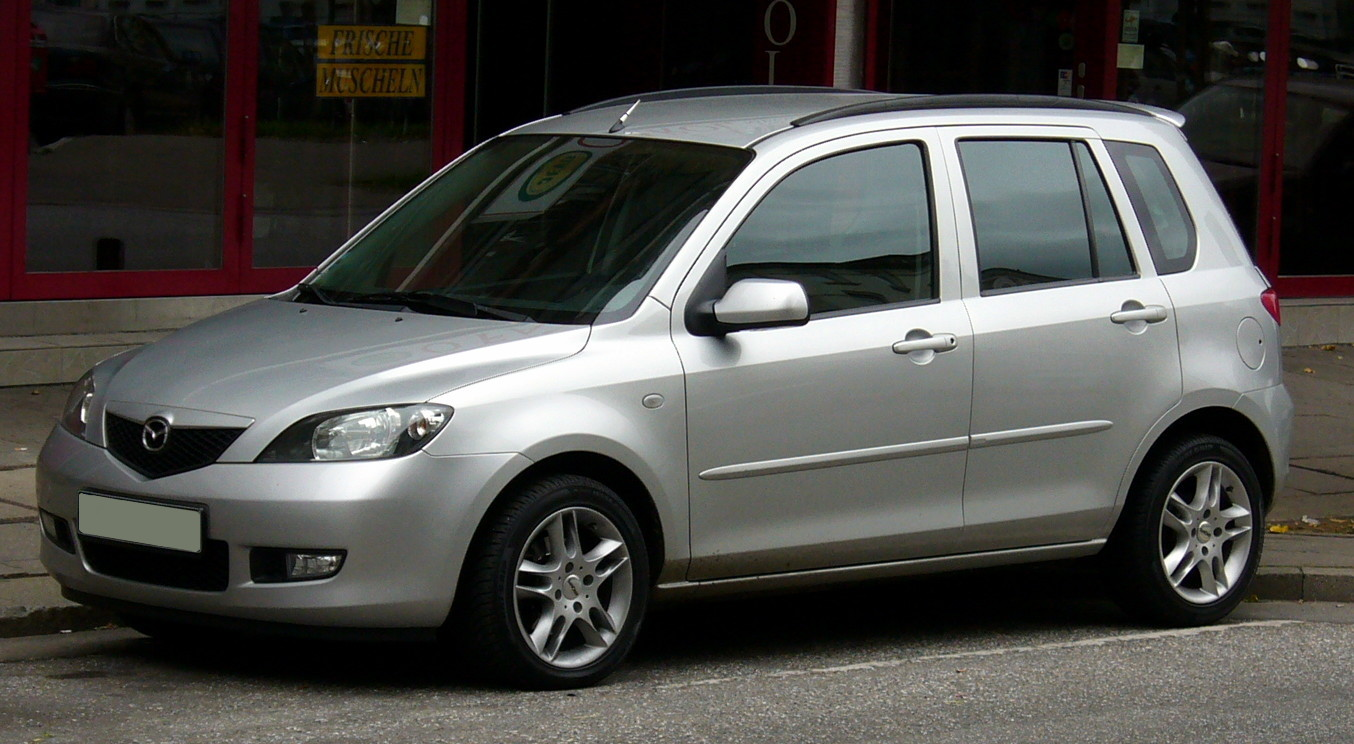
Mazda 2

Mazda2 är ersättaren till Mazda 121. Den första versionen kom 2001, den andra kommer i november 2007. Mazda2 av generation två utsågs till Årets testbil 2008 av biltidningen Teknikens Värld.